# Parophidion
Parophidion (Tortonese, 1954) è un genere di pesci ossei marini appartenenti alla famiglia Ophidiidae.

## Distribuzione e habitat
Il genere si trova nelle zone tropicali e subtropicali dell'oceano Atlantico: P. schmidti sul lato occidentale tra la Florida meridionale e il nord dell'America meridionale compreso il mar dei Caraibi, le Bahamas e le Bermuda e P. vassali nel mar Mediterraneo e nelle parti orientali dell'oceano adiacenti. Entrambe le specie sono poco comuni.
Vivono su fondi sabbiosi e fangosi costieri, anche nelle praterie di fanerogame marine.

## Biologia
Uova e larve sono pelagiche.

## Tassonomia
Il genere comprende 2 specie:
- Parophidion schmidti
- Parophidion vassali